# Priest Rapids Dam
Der Priest Rapids Dam ist ein als Gewichtsstaumauer ausgeführter Beton-Staudamm mit einem Wasserkraftwerk am Columbia River zwischen der Yakima Research Station und der Hanford Site. Er verbindet das Yakima County und das Grant County im US-Bundesstaat Washington. Der Damm liegt 24 mi (39 km) südlich der Kleinstadt Vantage und 47 mi (76 km) nordwestlich der Stadt Richland. Er befindet sich am Flusskilometer 397,1 mi (639,1 km) des Columbia River. Der Damm gehört dem Grant County Public Utility District. Die Priest Rapids, nach denen der Damm benannt wurde, sind heute vom Stausee (Priest Rapids Lake) überflutet.
Der Priest Rapids Dam ist Teil des Systems von Stauseen im Columbia River Basin.
Das Kraftwerk im Priest Rapids Dam hat eine Kapazität von 955,6 MW, die von 10 Turbinen erzeugt werden.

## Geschichte

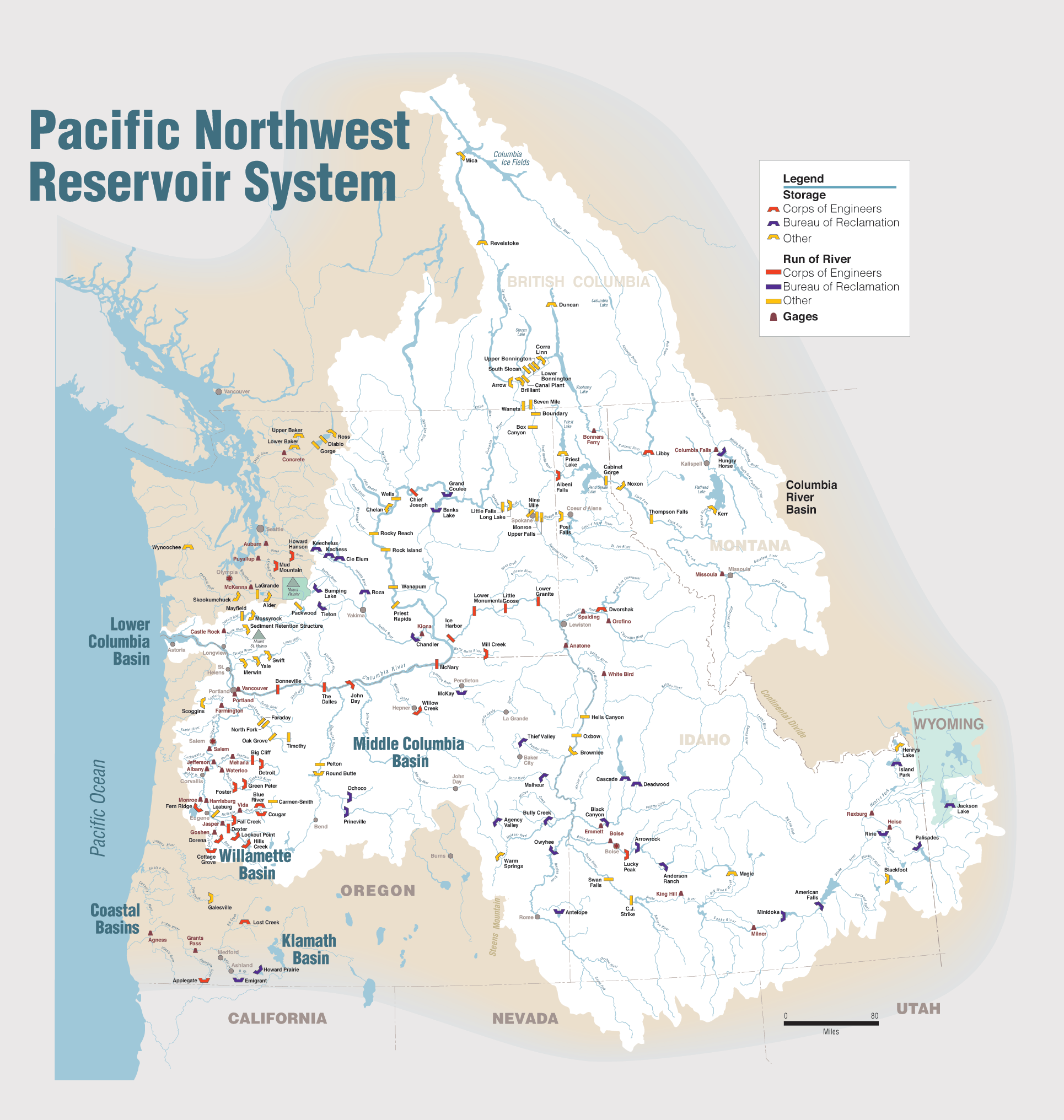
Columbia River Basin

Nach der Überschwemmung in Vanport (Oregon) – 1949 am unteren Columbia River um Vancouver (Washington) und Portland (Oregon) – initialisierte die Bundesregierung das Priest Rapids Project, das unter dem Flood Control Act of 1950 (Öffentliches Recht 81-516; 17. Mai 1950). Das United States Army Corps of Engineers beschied dem Projekt keine höchste Priorität, so dass das Grant PUD (die öffentlichen Dienste des Grant County) 1952 das Projekt übernehmen wollte. Mit der Verabschiedung des Öffentlichen Rechts 83-544 1955 übertrug der Kongress dem Grant PUD die Rechte zur Ausführung. Für den Baubeginn im Juli 1956 wurden kurzfristige Kommunalanleihen ausgegeben; das Kraftwerk ging 1959 ans Netz, der Damm wurde 1961 fertiggestellt. Der Stausee heißt Priest Rapids Lake und dehnt sich über 18 mi (29 km) flussaufwärts bis zum Ablauf des Wanapum Dam. Unterhalb des Priest Rapids Dam findet man die Hanford Reach, den einzigen freifließenden und nicht Tiden-beeinflussten Abschnitt des Columbia River in den Vereinigten Staaten.
Die erste Betreiberlizenz lief 2005 aus. Danach betrieb das Grant County PUD den Damm auf der Basis jährlich erteilter Lizenzen, während die Verhandlungen über eine weitere Betreiberlizenz anhielten. Die Federal Energy Regulatory Commission erteilte am 17. April 2008 eine Lizenzerweiterung um 44 Jahre sowohl für den Priest Rapid Dam als auch für den flussauf gelegenen Wanapum Dam. Die Lizenzerweiterung beinhaltete folgende Auflagen:
- Die Leistungsfähigkeit der Energieerzeugung sollte modernisiert werden.
- Die Wasserqualität ist zu beobachten.
- Lebensräume für Pflanzen und Tiere sind zu verbessern.
- Etwa 700 Ausgrabungsstätten der Wanapum in der Umgebung sind zu bewahren.
- Die Erholungsmöglichkeiten sind durch neue Campingplätze, Picknick-Flächen und Wanderwege zu verbessern.